# Stefan Krutten
Stefan Krutten (* 24. Dezember 1960 in Oppen, heute zu Beckingen) ist ein deutscher Politiker (SPD).

## Ausbildung und Beruf
Zwischen 1976 und 1980 absolvierte Krutten bei der Dillinger Hütte eine Ausbildung zum Energieanlagenelektroniker, bis 1989 arbeitete er als Elektroniker bei der Hütte. Nach einer berufsbegleitenden Weiterbildung zum Elektromeister in den Jahren 1983 bis 1987 ist Krutten bei der Dillinger Hütte seit 1989 als Ausbildungsmeister für Elektroberufe und Mechatroniker tätig.
Seit 1990 ist Krutten ehrenamtliches Mitglied in zwei Prüfungsausschüssen der Industrie- und Handelskammer des Saarlandes.

## Politik
Krutten gehört seit 1989 der SPD an. Zwischen 1994 und 2011 gehörte er dem Ortsrat seines Geburtsortes Oppen an und war von 1997 bis 2003 Vorsitzender, seither ist er stellvertretender Vorsitzender des SPD-Ortsvereins. Seit 2000 ist er SPD-Gemeindeverbandsvorsitzender in Beckingen, ab 2004 war Krutten fünf Jahre lang Ortsvorsteher Oppens. Seit 2009 gehört er dem Landesvorstand der SPD Saarland an.
Am 15. Januar 2014 rückte er für Heiko Maas in den Landtag des Saarlandes der 15. Wahlperiode nach. Maas war im Dezember 2013 zum Bundesjustizminister ernannt worden. Dem 2017 gewählten Landtag gehört er nicht mehr an.